# Hajnówka
Hajnówka (in bielorusso Гайнаўка) è una città polacca del distretto di Hajnówka nel voivodato della Podlachia.
Ricopre una superficie di 21,29 km² e nel 2006 contava 21 918 abitanti.
Nel comune vige il bilinguismo polacco/bielorusso.